# Saffet Akyüz
Saffet Akyüz (* 11. März 1970 in Trabzon) ist ein ehemaliger türkischer Fußballspieler und -trainer. Aufgrund seiner langjährigen Tätigkeit für İstanbulspor wird er mit diesem Verein assoziiert.

## Spielerkarriere

### Verein
Akyüz durchlief die Nachwuchsabteilung vom Istanbuler Verein Kartalspor und wurde hier zur Saison 1990/91 mit einem Profivertrag ausgestattet in den Profikader aufgenommen. In seiner ersten Saison absolvierte er 19 Ligaspiele und blieb dabei torlos. Mit der Saison 1991/92 eroberte er sich bei Kartalspor einen Stammplatz und erzielte in 32 Ligaspielen neun Tore. In der Saison 1992/93 gelang Akyüz bei Kartalspor der erhoffte Durchbruch. So er zielte er in der Hinrunde der Liga, in der damals sich in fünf Qualifikationsrunden die Vereine bis zur Winterpause für eine Aufstiegsrunde versuchte zu qualifizieren, elf Tore und wurde damit Torschützenkönig der Qualifikationsgruppe 1. Da sein Verein allerdings die Qualifikation für die Aufstiegsrunde aufgrund eines direkten Vergleiches mit Sakaryaspor verfehlte, wurde Akyüz für den Rest der Saison an den Liga- und Stadtrivalen Zeytinburnuspor ausgeliehen. Dieser Verein qualifizierte sich im Gegensatz zu Kartalspor für die Aufstiegsrunde der Zweitligasaison 1992/93. Mit seinem Verein beendete er die Saison als Vizemeister und stieg in die 1. Lig auf. Akyüz steuerte zu diesem Erfolg sieben Tore in der Aufstiegsrunde bei und war zusammen mit Hüseyin Sarıçan hinter seinem Teamkollegen Burhan Baygın der zweiterfolgreichste Torschütze seiner Mannschaft. Mit insgesamt 17 Ligatoren wurde Akyüz zudem dritter in der Gesamttorschützenliste der 2. türkischen Liga.
Nach dieser erfolgreichen Saison wurde Akyüz im Sommer 1993 von Traditionsverein Trabzonspor verpflichtet, dem erfolgreichsten Verein der Geburtsstadt Akyüz'. Obwohl sich auch u. a. die drei großen Istanbuler Vereine für Akyüz interessierten, gab dieser seinem Heimatverein Trabzonspor den Vorzug. Da damals mit Hami Mandıralı, Orhan Kaynak, Orhan Çıkırıkçı, Schota Arweladse, Artschil Arweladse, Ünal Karaman, Soner Boz mehrere etablierte Stürmer bzw. Offensivspieler im Kader von Trabzonspor standen, hatte Akyüz es mit starker Konkurrenz zu tun. Dennoch wurde er vom damaligen Cheftrainer Georges Leekens im Kader behalten und in zwei Monaten in zwei Ligaspielen eingesetzt. Nachdem Leekens aber bereits nach vier Spieltagen durch Şenol Güneş ersetzt wurde, kam Akyüz zu keinen weiteren Pflichtspieleinsätzen und wurde wenige Spieltage später von Güneş auf die Liste der entbehrlichen Spieler gesetzt.
Nachdem Akyüz zuletzt bei Trabzonspor auf die Verkaufsliste gesetzt worden war, wechselte er im Oktober 1993 gegen eine große Ablösesumme zum Zweitligisten İstanbulspor. Dieser Klub wurde zu dieser Zeit vom Milliardär Cem Uzan aufgekauft und anschließend versucht durch den Kauf von Stars und Talenten erst in die 1. Lig aufzusteigen und dann eine schlagkräftige Konkurrenz zu den drei großen Istanbuler Vereinen Galatasaray Istanbul, Fenerbahçe Istanbul und Beşiktaş Istanbul zu schaffen. In diesem Zusammenhang wurde auch Akyüz als damals vielversprechendes Talent eingekauft. Bei seinem neuen Klub wurde er vom Trainer Adnan Dinçer und anschließend von dessen Nachfolger Ali Kemal Denizci in die Stammelf aufgenommen. Obwohl sich im Mannschaftskader mit Tanju Çolak der bis dato erfolgreichste Torjäger im türkischen Fußball befand und mit den Spielern Feyzullah Küçük, Abdullah Avcı, Hamdi Demirtaş weitere wichtige und gestandene Stürmer sich im Kader befanden, wurde Akyüz mit 17 Saisonligatoren der erfolgreichste Torschütze seiner Mannschaft. Mit seinem Team erreichte er zwar das Play-off-Finale der Liga, jedoch unterlag die Mannschaft hier Antalyaspor mit 2:3 und verpasste die letzte Möglichkeit für den Aufstieg. Für die Saison 1994/95 verpflichtete Akyüz' Klub den als Aufstiegsspezialist bekannten Trainer Kadri Aytaç. Dieser formte die Mannschaft nach seinen Vorstellungen um und setzte Akyüz zusammen mit Hamdi Demirtaş und Abdullah Avcı im Sturm ein. Unter dieser Konstellationen beendete die Saison als Vizemeister und stieg damit nach 23 Jahren wieder in die 1. Lig auf. Akyüz war mit 24 Ligatoren an diesem Erfolg beteiligt und war erneut erfolgreichster Torjäger seiner Mannschaft. In die 1. Liga aufgestiegen wurde der Aufstiegstrainer Aytaç durch Leo Beenhakker abgelöst und zudem international bekannte Stars wie Peter van Vossen, Oleg Salenko und John van den Brom verpflichtet. Auch unter diesem Trainer und trotz dieser großen Konkurrenz setzte sich Akyüz als Stammspieler durch war mit 32 Ligaspielen einer der wichtigsten Leistungsträger der Mannschaft. Er spielte die nächsten vier Jahre für Istanbulspor und zählte während dieser Zeit zu den wichtigsten Leistungsträgern. Mit seinem Team beendete er die Saison 1997/98 auf dem 4. Tabellenplatz und war damit an der besten Erstligaplatzierung seines Vereins beteiligt.
Nachdem Akyüz auch die Saison 1998/99 bei Istanbulspor verbracht hatte, wurde er im Sommer 1999 an den Stadtrivalen Galatasaray Istanbul abgegeben. Da bei diesem Verein die beiden Stürmer Hakan Şükür und Arif Erdem unangefochten gesetzt waren und diese durch den Brasilianer Márcio Mixirica ergänzt wurden, kam Akyüz bis zur Winterpause lediglich in neun Ligaspielen zum Einsatz und konnte sich in diesen Begegnungen nicht profilieren. So wurde er für die Rückrunde an den Ligarivalen MKE Ankaragücü ausgeliehen. Mit diesem Verein konnte er aber den vorsaisonal ausgetragenen TSYD-Istanbul-Pokal holen. Zum Saisonende kehrte er zwar zu Galatasaray zurück, wurde aber vom neuen Cheftrainer Mircea Lucescu nicht in den Mannschaftsplanungen berücksichtigt. Akyüz befand sich bis in den September 2000 im Mannschaftskader und war somit Teil jener Mannschaft, die den UEFA-Super-Cup der Saison 2000 holen konnte. Im September wurde Akyüz an Kocaelispor ausgeliehen und für die Rückrunde der gleichen Spielzeit an Çaykur Rizespor.
Im Sommer 2001 verließ Akyüz nach zwei Spielzeiten Galatasaray und wechselte zum südtürkischen Ligarivalen Antalyaspor. Bereits nach einer Saison wechselte er erneut den Arbeitgeber und heuerte beim Ligarivalen Diyarbakırspor an. Für diesen Verein spielte er die nächsten eineinhalb Spielzeiten lang und erzielte dabei in 41 Ligaspielen elf Tore. Zur Rückrunde der Spielzeit 2003/04 wechselte er zu Çaykur Rizespor. Auch diesen Verein verließ er zum Saisonende und zog dann zum Erstligisten BB Ankaraspor weiter. Nach einer Saison kehrte er zu Rizespor zurück und spielte hier die Hinrunde der Saison 2005/06.
Zur Rückrunde wechselte er zum Zweitligisten Altay Izmir und beendete bei diesem Verein im Sommer 2006 seine Karriere.

### Nationalmannschaft
Nachdem Akyüz bei seinem Verein İstanbulspor über lange Zeit konstant gute Leistungen erbracht hatte, wurde er im Februar 1995 vom Nationaltrainer Fatih Terim im Rahmen eines Testspiels gegen rumänische Nationalmannschaft in den Kader der türkischen Nationalmannschaft nominiert. Bei dieser Begegnung wurde er in der 75. Minute für Abdullah Ercan eingewechselt und gab damit sein Länderspieldebüt. Bis zum Herbst 1999 wurde er elf weitere Male nominiert und absolvierte dabei sieben weitere Länderspiele.

## Trainerkarriere
Im Anschluss an seine Spielerkarriere begann Akyüz 2006 bei seinem früheren Klub Zeytinburnuspor als Nachwuchstrainer zu arbeiten. Nach etwa einem halben Jahr wurde er im Februar 2007 hier zum Co-Trainer der Profimannschaft befördert und arbeitete in dieser Funktion bis zum nächsten Sommer.
Ab dem Sommer 2011 begann er bei Galatasaray Istanbul als Nachwuchstrainer zu arbeiten. Im vorsaisonalen Vorbereitungscamp für die Saison 2012/13 wurde er vom Cheftrainer als Co-Trainer eingesetzt. Nach dem Vorbereitungscamp setzte er seine Tätigkeiten in der Nachwuchsabteilung dieses Klubs fort.

## Erfolge
Mit Zeytinburnuspor
- Vizemeister der TFF 1. Lig und Aufstieg in die Süper Lig: 1992/93

Mit Istanbulspor
- Vierter der Süper Lig: 1997/98
- Vizemeister der TFF 1. Lig und Aufstieg in die Süper Lig: 1994/95

Mit Galatasaray Istanbul
- TSYD-Istanbul-Pokalsieger: 1998/99
- UEFA-Super-Cup-Sieger: 2000